# Jeon Ji-hee
Jeon Ji-hee (Koreaans: 전지희) (Langfang, 28 oktober 1992) is een Zuid-Koreaans professioneel tafeltennisster. Ze speelt rechtshandig met de shakehandgreep. Jeon is haar achternaam. Ze werd als Tian Minwei (Chinees: 田旻炜) geboren.
Zij vertegenwoordigde haar land op de Olympische Zomerspelen 2016 en 2020 maar won geen medailles.

## Belangrijkste resultaten
- Zilver op het dubbelspel op de wereldkampioenschappen 2023 in Durban met Shin Yu-bin.
- Brons met het Zuid-Koreaanse, later Verenigd Koreaanse team op de wereldkampioenschappen 2018 in Halmstad.